# Boris Stenin
Boris Andrianovitj Stenin (ryska: Борис Андрианович Стенин), född den 17 januari 1935 i Arti i Sverdlovsk oblast, död 18 januari 2001 i Moskva, var en sovjetisk skridskoåkare.
Stenin blev olympisk bronsmedaljör på 1 500 meter vid vinterspelen 1960 i Squaw Valley.